# Orthotrichum campbelliae
Orthotrichum campbelliae là một loài rêu trong họ Orthotrichaceae. Loài này được Watts & Whitel. mô tả khoa học đầu tiên năm 1906.
Danh pháp khoa học của loài này chưa được làm sáng tỏ. 